# Friedrich Solmsen

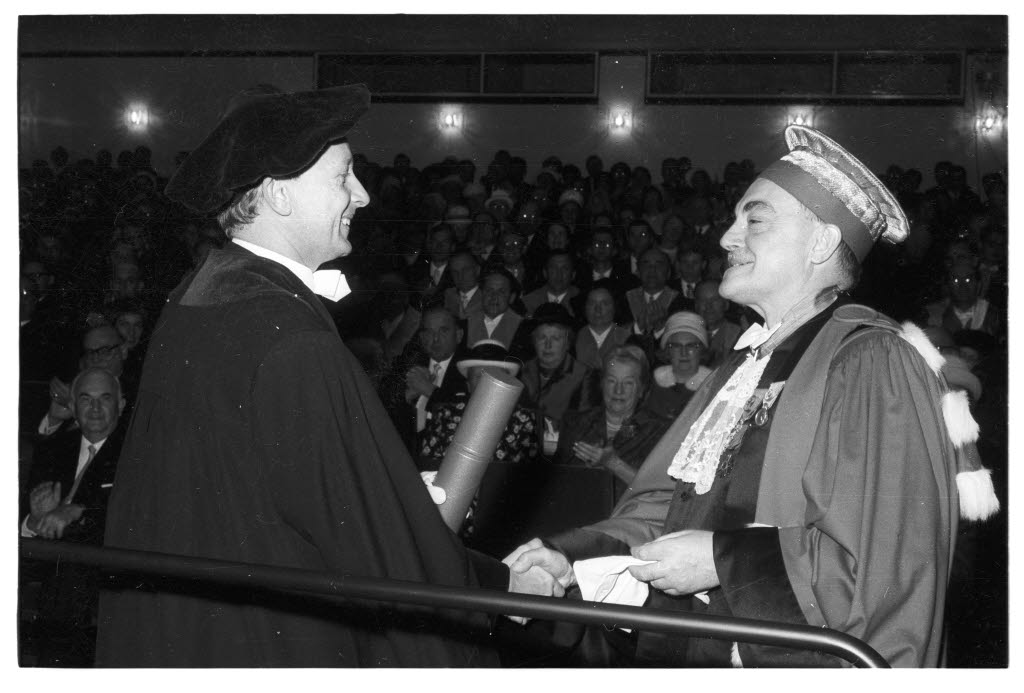
Friedrich Solmsen (rechts) bei der Verleihung der Ehrendoktorwürde durch die Christian-Albrechts-Universität zu Kiel (1965)

Friedrich Heinrich Rudolf Solmsen (* 4. Februar 1904 in Bonn; † 30. Januar 1989 in Chapel Hill, North Carolina) war ein US-amerikanischer klassischer Philologe deutscher Herkunft. Er emigrierte 1933 nach England und von dort 1937 weiter in die USA, wo er als Professor an verschiedenen Universitäten wirkte. Nach dem Zweiten Weltkrieg war er eine wichtige Kontaktperson für die Altertumswissenschaft zwischen Deutschland und dem englischsprachigen Raum. Als Forscher beschäftigte er sich besonders mit der griechischen Philosophie.

## Leben

### Jugend, Studium und frühe Jahre in Berlin
Friedrich Solmsen war der Sohn des Sprachwissenschaftlers Felix Solmsen und dessen Frau Lily, geborene Brach. Sein Vater Felix starb, als er erst sieben Jahre alt war. Friedrich Solmsen studierte ab 1922 Klassische Philologie an den Universitäten Bonn, Heidelberg und Berlin. In Berlin schloss er sich an Ulrich von Wilamowitz-Moellendorff an, der ihn in seine Graeca aufnahm. Sein eigentlicher Mentor wurde aber Werner Jaeger, dessen Verbindung von Philologie und Philosophie Solmsens Forschung nachhaltig beeinflusste. 1928 wurde er mit der Dissertation Die aristotelische Methodenlehre und die spätplatonische Akademie promoviert. Seine Habilitation erreichte er bereits 1929 mit der Schrift Die Entwicklung der aristotelischen Logik und Rhetorik, die als viertes Heft in Jaegers Reihe Neue Philologische Untersuchungen erschien (Berlin 1929). 1932 heiratete er die klassische Philologin Lieselotte Salzer.

### Exil in Cambridge (1933–1937)
Nach dem Regierungsantritt der Nationalsozialisten wurde Solmsen, damals Oberassistent, wegen seiner jüdischen Herkunft zum 30. Juni 1933 gekündigt. Am 2. September 1933 wurde ihm die Lehrbefugnis als Privatdozent entzogen und er erhielt ein Publikationsverbot. Er emigrierte mit seiner Frau noch im selben Jahr nach England, wo er als Gastforscher an der University of Cambridge arbeitete. Er veröffentlichte in dieser Zeit mehrere kleinere Schriften, darunter auch eine Reihe Artikel in Paulys Realencyclopädie der classischen Altertumswissenschaft; deren Herausgeber Wilhelm Kroll ermöglichte Solmsen so die Umgehung des Publikationsverbots im Deutschen Reich.

### Als Professor in den Vereinigten Staaten
1936 erlangte Solmsen in Cambridge seinen zweiten Doktorgrad (Ph.D.) und konnte damit seine akademische Laufbahn im englischsprachigen Ausland vorantreiben. 1937 ging er als Professor der Philosophie an das College in der amerikanischen Kleinstadt Olivet in Michigan. 1940 wechselte er als Assistant Professor an die Cornell University in Ithaca, wo er schließlich zum Full Professor ernannt wurde. Seit 1953 war er außerdem Vorsitzender des Department of Classics. 1962 wechselte Solmsen an die University of Wisconsin–Madison, wo er 1964 zum Moses Slaughter Professor of Classics ernannt wurde.
1974 trat Solmsen im Alter von 70 Jahren in den Ruhestand. Er blieb jedoch weiterhin in Lehre und Forschung aktiv. Die Wirkungsstätte seiner späten Jahre war die University of North Carolina at Chapel Hill, wo er von 1964 bis 1965 als Paddison-Gastprofessor lehrte, von 1975 bis 1976 als Adjunct Professor of Classics.

## Leistungen
Als Forscher beschäftigte sich Solmsen mit weiten Bereichen der griechischen Literatur. Besondere Schwerpunkte seiner Forschung waren die Philosophie Platons, Aristoteles’, Epikurs und der Stoiker. Auch zur Theogonie Hesiods, den griechischen Tragikern, der griechisch-römischen Mythologie und der römischen Rezeption griechischer Philosophie legte Solmsen zahlreiche Aufsätze vor. Seine Kleinen Schriften erschienen von 1968 bis 1982 in drei Bänden im Georg Olms Verlag in Hildesheim.
Ein wichtiges Verdienst Solmsens ist darüber hinaus, dass er nach dem Zweiten Weltkrieg dazu beitrug, den Kontakt zwischen Deutschland und dem amerikanischen Sprachraum zu erneuern. Von 1958 bis 1959 hielt er sich als Stipendiat der Fulbright-Stiftung an den Universitäten Frankfurt am Main und Kiel auf; die Universität Kiel verlieh ihm 1965 die Ehrendoktorwürde. Im selben Jahr hielt sich Solmsen als Gastprofessor an der University of St Andrews in Schottland auf. Im Sommersemester 1968 und 1973 war er Gastprofessor an der Universität Heidelberg. Solmsen war auch Mitglied der American Philosophical Society (seit 1966) und der American Academy of Arts and Sciences (seit 1968), korrespondierendes Mitglied der British Academy (seit 1973) und des Deutschen Archäologischen Instituts, und auswärtiges Mitglied der Königlich Niederländischen Akademie der Wissenschaften (seit 1960).

## Schriften (Auswahl)
- Die Entwicklung der Aristotelischen Logik und Rhetorik. Weidmann, Berlin 1929.
- Antiphonstudien. Untersuchungen zur Entstehung der attischen Gerichtsrede. Weidmann, Berlin 1931.
- Plato’s theology. Cornell University Press, Ithaka (NY) 1942.
- Hesiod and Aeschylus. Cornell University Press, Ithaka (NY) 1949.
- Aristotle’s system of the physical world. A comparison with his predecessors. Cornell University Press, Ithaca (NY) 1960.
- Kleine Schriften (= Collectanea. Band 4). Drei Teilbände. Olms, Hildesheim 1968–1982.
- Intellectual experiments of the Greek enlightenment. Princeton University Press, Princeton (NJ) 1975.
- Isis among the Greeks and Romans. Harvard University Press, Cambridge (Mass.) 1979, ISBN 0-674-46775-2.